# Ère Shōtoku
L'ère Shōtoku (en japonais: 正徳) est une des ères du Japon (年号, nengō, littéralement « le nom de l'année ») suivant l'ère Hōei et précédant l'ère Kyōhō s'étendant de 1711 à 1716. L'empereur régnant est Nakamikado-tennō (中御門天皇).

## Changement de l'ère
L'ère Shōtoku est proclamée lors de la huitième année de Hōei (1711).

## Événements de l'ère Shōtoku
- Shōtoku gannen (正徳元年) ou Shōtoku 1 (1711) : L'ambassadeur de la Corée arriva à la cour[1].
- Shōtoku 2, le 14e jour de la 10e lune (23 novembre 1712) : Le shogun Tokugawa Ienobu mourut[2].
- Shōtoku 3 (1713) : Minamoto-no Tokugawa Ietsugu devint shogun[3].
- Shōtoku 4 (1714) : Les monnaies d'or et d'argent appelées Keï tsió (ou Khing tschange en chinois) furent de nouveau mises en circulation[4].
- Shōtoku 5, 17e jour de la 3e mois (20 avril 1714) : Le centième anniversaire de la mort de Tokugawa Ieyasu (aussi appelé Gongen-sama, son nom posthume) est célébré par tout l'empire[5].